# 1974 w Wojsku Polskim
Kalendarium Wojska Polskiego 1974 – wydarzenia w Wojsku Polskim w roku 1974.

## 1974
- ćwiczenia taktyczne i treningi sztabowe w jednostkach wojskowych poświęcone osiąganiu wyższych stanów gotowości bojowej, przegrupowaniu na duże odległości i przechodzeniu do działań zaczepnych[1]

## Styczeń
1 stycznia
- weszło w życie zarządzenie Nr 1/MON Ministra Obrony Narodowej z dnia 12 stycznia 1974 roku w sprawie nagradzania za oszczędność materiałów pędnych[2]

17 stycznia
- w Wyższej Szkole Oficerskiej Wojsk Zmechanizowanych we Wrocławiu odbyła się narada poświęcona ocenie działalności Naukowych Kół Podchorążych[3]

23 stycznia
- w Żaganiu Kierownictwo Ministerstwa Obrony Narodowej spotkało się ze słuchaczami kursu dowódców pułków zmechanizowanych i czołgów[1]

25 stycznia
- w Łodzi odbyło się sympozjum naukowe chirurgów wojskowych, na którym omawiano zagadnienia chirurgii polowej[3]

26 stycznia
- do służby wszedł okręt ratowniczy ORP „Piast”

## Luty
2 lutego
- w Wojskowej Akademii Politycznej w Warszawie odbyło się sympozjum naukowe poświęcone problemom kształcenia ludzi szczególnie uzdolnionych[3]

5 lutego
- w Łodzi odbyło się wspólne kolegium: szefa Głównego Zarządu Politycznego WP i Głównego Kwatermistrza WP, z udziałem przedstawicieli okręgów wojskowych i rodzajów sił zbrojnych, poświęcone współdziałaniu aparatu partyjno-politycznego i kwatermistrzowskiego w realizacji zadań gospodarczych w wojsku[3]

6 lutego
- w Warszawie odbyła się konferencja poświęcona omówieniu nowych form wypoczynku kadry i jej rodzin w wojskowych ośrodkach wczasowo-socjalnych[3]

11 lutego
- w Warszawie odbyła się narada przedstawicieli Polskiego Czerwonego Krzyża i resortu Obrony Narodowej, na której omówiono zakres współpracy wojska z PCK[3]

20 lutego
- weszło w życie zarządzenie Nr 103/MON Ministra Obrony Narodowej z dnia 31 grudnia 1973 roku w sprawie przodownictwa i współzawodnictwa w Siłach Zbrojnych PRL; załącznik do zarządzenia stanowiła „Instrukcja o przodownictwie i współzawodnictwie w Siłach Zbrojnych PRL”, która między innymi określała wzór i zasady nadawania odznaki „Wzorowy Żołnierz” („Wzorowy Marynarz”); dotychczasowe odznaki „Wzorowy Żołnierz” i „Wzorowy Marynarz” I, II i III stopnia, zostały zastąpione odznakami: złotą, srebrną i brązową[4]
- weszło w życie zarządzenie Nr 4/MON Ministra Obrony Narodowej z dnia 17 stycznia 1974 roku w sprawie wprowadzenia odznaki szefa kompanii (szefa pododdziału równorzędnego - szefa baterii, eskadry, bosmana okrętowego i szefa działu okrętowego)[5] → Szef pododdziału

25 lutego
- żołnierze 6 Warszawskiego Pułku Zmechanizowanego z Częstochowy wystosowali apel pod hasłem: „Nasz żołnierski czyn — socjalistycznej Ojczyźnie”[3]

27 lutego
- Minister Nauki, Szkolnictwa Wyższego i Techniki Jan Kaczmarek odznaczył Wyższą Oficerską Szkołę Lotniczą im. Jana Krasickiego w Dęblinie Medalem Komisji Edukacji Narodowej[6]

## Marzec
2–3 marca
- Wyższą Oficerską Szkołę Lotniczą w Dęblinie odwiedził marszałek lotnictwa ZSRR Aleksander Pokryszkin[7]

26 marca
- w Budapeszcie odbyło się posiedzenie Rady Wojskowej Zjednoczonych Sił Zbrojnych Państw Stron Układu Warszawskiego[3]

29 marca
- I sekretarz Komitetu Centralnego PZPR Edward Gierek i Prezes Rady Ministrów Piotr Jaroszewicz wizytowali przebywającą na poligonie jednostkę rakietową Śląskiego Okręgu Wojskowego[3]

## Kwiecień
4 kwietnia
- we Wrocławiu odbyła się sesja naukowa polskich i radzieckich historyków, poświęcona „polsko-radzieckiemu braterstwu broni”[3]

17 kwietnia
- w Warszawie odbyła się narada Doradczego Komitetu Politycznego Układu Warszawskiego; przyjęto  oświadczenia: „O trwały i sprawiedliwy pokój na Bliskim Wschodzie”, „O trwały pokój w Wietnamie i zapewnienie słusznych narodowych interesów narodu wietnamskiego” i „Zaprzestać aktów bezprawia i prześladowań działaczy demokratycznych w Chile”[3][8]

19 kwietnia
- w Warszawie odbyła się sesja naukowa zorganizowana przez Szefostwo Służby Zdrowia MON i Instytut Kształcenia Podyplomowego Wojskowej Akademii Medycznej poświęcona dorobkowi naukowych placówek wojskowej służby zdrowia oraz ich wkładowi w rozwój medycyny polskiej[3]

25 kwietnia
- obradował V Ogólnowojskowy Zjazd Organizacji Rodzin Wojskowych[3]

## Maj
- odbyło się spotkanie lotników radzieckich, czechosłowackich i polskich pod hasłem „Żołnierskie serca socjalistycznej wspólnocie”, którego inicjatorami były dwie bratnie redakcje: dziennika Północnej Grupy Wojsk Radzieckich „Znamia Pobiedy” i tygodnika Wojsk Lotniczych i Wojsk Obrony Powietrznej Kraju „Wiraże”[6]

10 maja

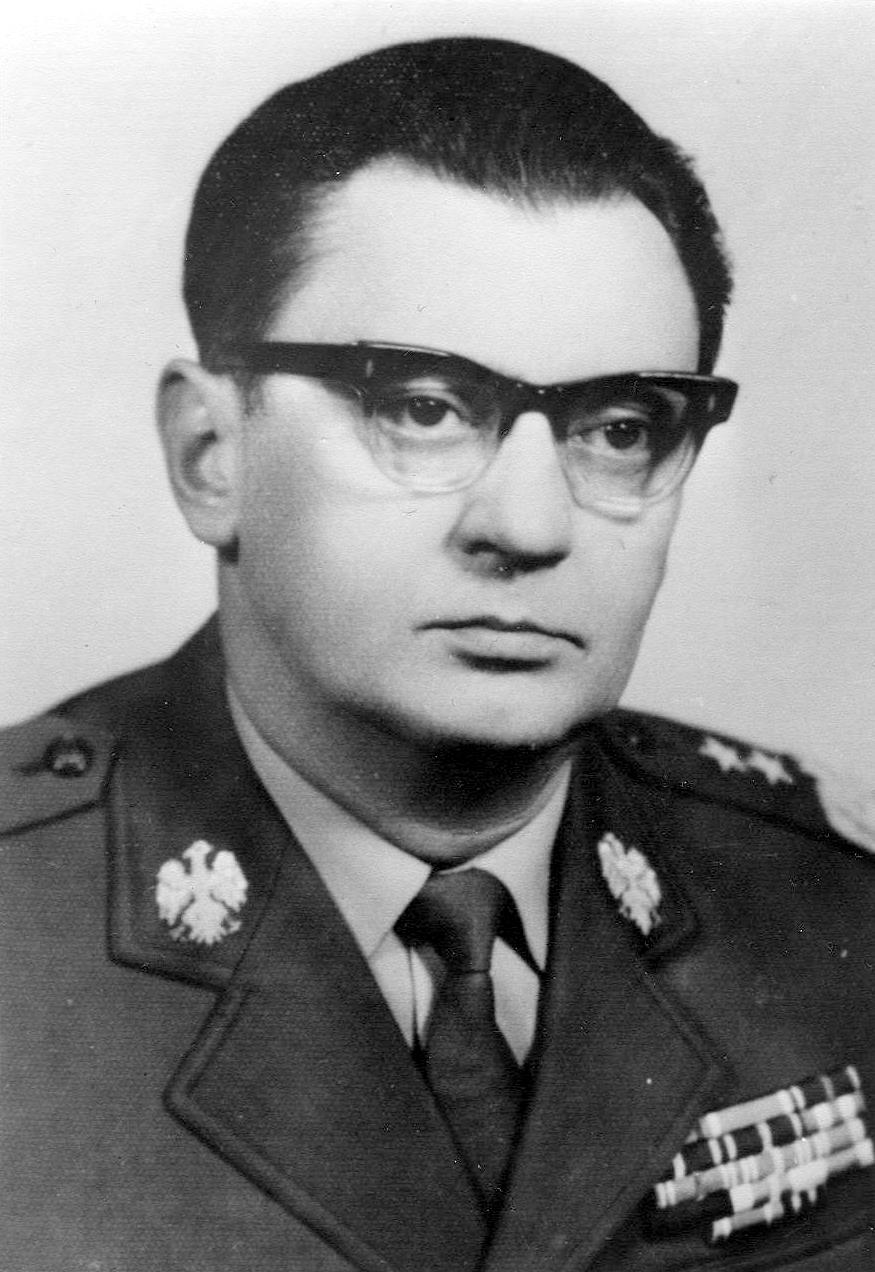
Florian Siwicki

- odbyło się spotkanie kierownictw Głównego Zarządu Politycznego WP i Milicji Obywatelskiej poświęcone omówieniu dotychczasowej współpracy w różnorodnych działaniach służących umacnianiu porządku, bezpieczeństwa i dyscypliny społecznej w kraju[3]

16 maja
- na Bliski Wschód odleciała grupa żołnierzy Jednostki Specjalnej WP zorganizowanej na bazie 7 Dywizji Desantowej, która zamieni żołnierzy 6 Pomorskiej Dywizji Powietrznodesantowej pełniących służbę w Doraźnych Siłach Zbrojnych ONZ[3]

17 maja
- powrócił do kraju pierwszy kontyngent żołnierzy Polskiej Wojskowej Jednostki Specjalnej Doraźnych Sił Zbrojnych ONZ na Bliskim Wschodzie[3]

22 maja
- Szef Sztabu Generalnego WP generał broni Florian Siwicki wydał rozkaz Nr 042/Org. w sprawie sformowania 55 Pułku Artylerii Przeciwlotniczej w Szczecinie

23 maja
- odbyło się szkolenie kierowniczej kadry SZ na poligonie Drawsko Pomorskie[1]

31 maja
- 3 Brygada Radiotechniczna osiągnęła gotowość do wykonywania zadań

## Czerwiec
7 czerwca
- w Gdyni przebywał z rewizytą zespół sześciu okrętów Królewskiej Duńskiej Marynarki Wojennej[3]

11 czerwca
- Minister Obrony Narodowej wydał zarządzenie Nr 26/MON w sprawie Deklaracji ideowo-programowej oraz Zasad działania Socjalistycznego Związku Młodzieży Wojskowej[9][3]

22 czerwca
- I sekretarz KC PZPR Edward Gierek odwiedził zgrupowanie polowe pododdziałów wojsk kolejowych, które w rejonie Kostrzyna nad Odrą modernizowały nadodrzańską magistralę węglową[3]

## Lipiec
1 lipca
- rozpoczął się trzydziesty siódmy rejs szkolny ORP „Iskra”

2 lipca
- do Polski przybył z oficjalną wizytą minister obrony Republiki Indii Jagjivan Ram[3]

4 lipca
- do Tallinna udała się grupa okrętów Marynarki Wojennej[3]

9 lipca
- Centralny Ośrodek Szkolenia Ogólnowojskowego został przemianowany na Centrum Doskonalenia Oficerów. Jednocześnie minister obrony narodowej rozkazem nr 21 nadał uczelni imię generała armii Stanisława Popławskiego[3]

10 lipca
- I sekretarz KC PZPR Edward Gierek przyjął dowódcę Jednostki Specjalnej Wojska Polskiego w Doraźnych Siłach Zbrojnych ONZ na Bliskim Wschodzie pułkownika dyplomowanego Jerzego Jarosza i jego zastępcę do spraw politycznych podpułkownika Zdzisława Pałkę, którzy po wykonaniu zadania powrócili do kraju[3]

18 lipca
- minister obrony narodowej spotkał się z przedstawicielami środowisk twórczych[3]
- ORP „Iskra” zawinęła do portu w Kopenhadze kończąc trzydziesty siódmy rejs szkolny

20 lipca
- w Gdyni złożył wizytę zespół okrętów Floty Bałtyckiej ZSRR[3]

23 lipca
- w Dowództwie Wojsk Obrony Powietrznej Kraju w Warszawie generał dywizji pilot Roman Paszkowski wręczył, po raz pierwszy w Siłach Zbrojnych PRL, złote odznaki „Wzorowego Dowódcy”[3]

25 lipca
- rozpoczął się trzydziesty ósmy rejs szkolny ORP „Iskra”

28 lipca
- rozpoczął  działalność polski szpital polowy w Ismailii[3]

## Sierpień
1 sierpnia
- weszła w życie ustawa z dnia 29 maja 1974 roku o zaopatrzeniu inwalidów wojennych i wojskowych oraz ich rodzin[10]; jednocześnie straciła moc ustawa z dnia 23 stycznia 1968 roku o zaopatrzeniu inwalidów wojennych i wojskowych oraz ich rodzin[11] → inwalida wojenny

3–8 sierpnia
- w WOSL w Dęblinie odbyła się Spartakiada Wojsk Lotniczych[12]

25 sierpnia
- zakończył się trzydziesty ósmy rejs szkolny ORP „Iskra”; okręt zawinął do portów: Leningrad, Helsinki

30 sierpnia
- w Wyższej Oficerskiej Szkole Lotniczej odbyła się sesja naukowa na temat współczesnych problemów lotnictwa wojskowego[1][12]

## Wrzesień
2–12 września
- odbyły się IV zawody lotnictwa myśliwskiego WOPK o tytuł „Mistrza Walki Powietrznej”[7]

4 września
- na Bałtyku odbyły się ćwiczenia flot Zjednoczonych Sił Zbrojnych Układu Warszawskiego; ćwiczeniami kierował Naczelny Dowódca Zjednoczonych Sił Zbrojnych Państw Stron Układu Warszawskiego marszałek ZSRR Iwan Jakubowski[1]

19 września
- weszło w życie zarządzenie Nr 37/MON Ministra Obrony Narodowej z dnia 29 lipca 1974 roku w sprawie ujawniania i kształcenia szczególnie uzdolnionych słuchaczy wyższych szkół wojskowych oraz ich wykorzystywania po ukończeniu studiów; do zarządzenia zostały załączone „Wytyczne w sprawie ujawniania i kształcenia szczególnie uzdolnionych słuchaczy wyższych szkół wojskowych oraz ich wykorzystywania po ukończeniu studiów” oraz harmonogram przedsięwzięć związanych z wdrażaniem „Wytycznych ...”[13][3]

26 września
- I sekretarz KC PZPR Edward Gierek wizytował 1 Warszawską Brygadę Artylerii Armat im. gen. Józefa Bema[3]
- Inspektorat Szkolenia MON zorganizował kurs metodyczno-szkoleniowy dla wyższych dowódców Wojska Polskiego w trakcie, którego został omówiony program szkolenia organów rozpoznawczych, zasady organizacji obrony przeciwlotniczej oraz przygotowanie podoficerów zasadniczej służby wojskowej do nowych wymogów służby[3]

## Październik
1 października
- weszły w życie zarządzenia Ministra Obrony Narodowej z dnia 13 sierpnia 1974 roku:

Nr 41/MON w sprawie utworzenia prokuratur rodzajów sił zbrojnych; na mocy zarządzenia utworzono Prokuraturę Marynarki Wojennej w Gdyni i Prokuraturę Wojsk Lotniczych w Poznaniu w miejsce dotychczas istniejących prokuratur garnizonowych Marynarki Wojennej i Wojsk Lotniczych
Nr 42/MON w sprawie utworzenia Sądu Wojsk Lotniczych; Sąd Wojsk Lotniczych w Poznaniu został utworzony w miejsce dotychczas istniejącego Wojskowego Sądu Garnizonowego w Poznaniu, z zachowaniem obszaru właściwości tego sądu
- w Wyższej Szkole Marynarki Wojennej im. Bohaterów Westerplatte rozpoczęto studia zawodowe o kierunku politycznym[3]
- z oficjalną wizytą w Polsce przebywała delegacja Jugosłowiańskiej Armii Ludowej na czele z generałem armii Nikolą Ljubicičem[3]

4 października
- Minister Obrony Narodowej wydał rozkaz Nr 30/MON w sprawie wyróżnienia wpisem do „Honorowej Księgi Czynów Żołnierskich”[16]

7 października
- Wicepremier oraz Minister Handlu Zagranicznego i Gospodarki Morskiej Kazimierz Olszewski podczas V Krajowego Zjazdu Związku Ociemniałych Żołnierzy PRL udekorował sztandar organizacji Orderem Sztandaru Pracy[3]

28 października
- odbyła się doroczna odprawa i szkolenie kierowniczej kadry Sił Zbrojnych PRL[1]

30 października
- Minister Obrony Narodowej w uznaniu zasług położonych dla Sił Zbrojnych PRL odznaczył 5 Saską Dywizję Pancerną pod dowództwem pułkownika Zbigniewa Mazieja Medalem Pamiątkowym „Za osiągnięcia w służbie wojskowej”[17]

## Listopad
11 listopada
- Na Bliski Wschód odleciała trzecia zmiana żołnierzy Jednostki Specjalnej WP zorganizowanej na bazie 10 Sudeckiej Dywizji Pancernej im. Bohaterów Armii Radzieckiej, która zamieniła żołnierzy 7 Dywizji Desantowej pełniących służbę w Doraźnych Siłach Zbrojnych ONZ[3]
- w Polsce złożyła wizytę delegacja sił powietrznych Związku Radzieckiego pod przewodnictwem zastępcy ministra obrony ZSRR, głównego marszałka lotnictwa Pawła Kutachowa[3][7][12]

18 listopada
- do Moskwy odleciała delegacja Wojska Polskiego pod przewodnictwem  ministra obrony narodowej gen. armii Wojciecha Jaruzelskiego[3]

19 listopada
- w Berlinie odbyło się posiedzenie Rady Wojskowej Zjednoczonych Sił Zbrojnych państw-sygnatariuszy Układu Warszawskiego[3]

30 listopada
- do służby wszedł okręt ratowniczy ORP „Lech”

## Grudzień
- w jednostkach wojskowych odbywała się akcja sprawozdawczo-wyborcza w organizacjach PZPR[3]

12 grudnia
- Dowództwo Wojsk Lotniczych przekazało wojskowej służbie zdrowia pierwszy śmigłowiec Mi-2RL z urządzeniami diagnostyczno–reanimacyjnymi zaprojektowanymi przez WIML i inżynierów z Wojsk Lotniczych[7]